# Championnat d'Afrique des nations junior masculin de handball 1986
Navigation
Nigeria 1984 Tunisie 1988
La 4e édition du championnat d'Afrique des nations junior masculin de handball a réuni 7 pays à Alger en Algérie du 19 au 26 décembre 1986 :

## Phase de groupe

### Groupe A
Les résultats du groupe A sont :
- Samedi 20 décembre 1986 à 16h30 :  Nigeria 18 - 20 Congo
- Samedi 20 décembre 1986 à 18h : Égypte 24 - 10 Angola
- Dimanche 21 décembre 1986 à 15h30 : Égypte 23 - 23 Nigeria
- Dimanche 21 décembre 1986 à 20h : Angola 21 - 18 Congo
- Lundi 22 décembre 1986 à 15h30 : Angola 24 - 29 Nigeria
- Lundi 22 décembre 1986 à 18h30 : Égypte 20 - 14 Congo

Le classement final est :
|   | Équipe   | Pts | J | G | N | P | Bp | Bc | Diff |
| - | -------- | --- | - | - | - | - | -- | -- | ---- |
| 1 | Égypte   | 5   | 3 | 2 | 1 | 0 | 67 | 47 | 20   |
| 2 | Nigeria  | 3   | 3 | 1 | 1 | 1 | 70 | 67 | 3    |
| 3 | RP Congo | 2   | 3 | 1 | 0 | 2 | 52 | 59 | -7   |
| 4 | Angola   | 2   | 3 | 1 | 0 | 2 | 55 | 71 | -16  |

### Groupe B
Les résultats du groupe B sont :
- Vendredi 19 décembre 1986 à 17h : Algérie 33 - 13 Maroc (mi-temps 16-8)
- Dimanche 21 décembre 1986 à 18h 30 : Algérie 20 - 15 Tunisie
- Lundi 22 décembre 1986 à 20h :  Maroc 15 - 25 Tunisie

Le classement final est :
|   | Équipe  | Pts | J | G | N | P | Bp | Bc | Diff |
| - | ------- | --- | - | - | - | - | -- | -- | ---- |
| 1 | Algérie | 4   | 2 | 2 | 0 | 0 | 53 | 28 | 25   |
| 2 | Tunisie | 2   | 2 | 1 | 0 | 1 | 40 | 35 | 5    |
| 3 | Maroc   | 0   | 2 | 0 | 0 | 2 | 28 | 58 | -30  |

## Phase finale
Les résultats de la phase finale sont :
|  | Demi-finales                      | Demi-finales                      |                        |    | Finale                            | Finale                            |
|  | Demi-finales                      | Demi-finales                      |                        |    | Finale                            | Finale                            |
|  |                                   |                                   |                        |    |                                   |                                   |
|  | mercredi 24 décembre 1986 à 18h30 | mercredi 24 décembre 1986 à 18h30 |                        |    | vendredi 26 décembre 1986 à 15h30 | vendredi 26 décembre 1986 à 15h30 |
|  | mercredi 24 décembre 1986 à 18h30 | mercredi 24 décembre 1986 à 18h30 |                        |    | vendredi 26 décembre 1986 à 15h30 | vendredi 26 décembre 1986 à 15h30 |
|  | Algérie                           | 18                                |                        |    | vendredi 26 décembre 1986 à 15h30 | vendredi 26 décembre 1986 à 15h30 |
|  | Algérie                           | 18                                |                        |    | vendredi 26 décembre 1986 à 15h30 | vendredi 26 décembre 1986 à 15h30 |
|  | Nigeria                           | 15                                |                        |    | vendredi 26 décembre 1986 à 15h30 | vendredi 26 décembre 1986 à 15h30 |
|  | Nigeria                           | 15                                | Algérie                | 17 |                                   |                                   |
|  | mercredi 24 décembre 1986 à 19h30 |                                   | Algérie                | 17 |                                   |                                   |
|  |                                   | Égypte                            | 15                     |    |                                   |                                   |
|  | Égypte                            | Égypte                            | 15                     | 20 |                                   |                                   |
|  | Égypte                            |                                   |                        | 20 |                                   |                                   |
|  | Tunisie                           | 19                                |                        |    |                                   |                                   |
|  | Tunisie                           | 19                                | Match pour la 3e place |    |                                   |                                   |
|  |                                   |                                   |                        |    |                                   |                                   |
|  | jeudi 25 décembre 1986 à 16h30    |                                   |                        |    |                                   |                                   |
|  |                                   |                                   |                        |    |                                   |                                   |
|  | Nigeria                           | 22                                |                        |    |                                   |                                   |
|  | Nigeria                           | 22                                |                        |    |                                   |                                   |
|  | Tunisie                           | 23                                |                        |    |                                   |                                   |
|  | Tunisie                           | 23                                |                        |    |                                   |                                   |

### Demi-finales
Lors de la première demi-finale, l'Algérie a battu le Nigéria 18 à 15 : 
| mercredi 24 décembre 1986 18h30 | Algérie      | 18 – 15 | Nigeria         | Salle Harcha Hassen, Alger Affluence : 7 000 Arbitrage : Moelle et M'Voula |
| mercredi 24 décembre 1986 18h30 | Aït Hocine 8 | (9-7)   | trois joueurs 4 | Salle Harcha Hassen, Alger Affluence : 7 000 Arbitrage : Moelle et M'Voula |

- Algérie : Hamdani, Dib, Terfa (1), Beghouach (2), Chouchaoui, Rouabhi (1), Aït Hocine (8), Aït Abdeslem (cap) (1), Gherbi (3), Khellil (2), Khalfallah, Ben Merabet.
- Nigéria : Tundji, Ojudla, Nwagara, Ibiloye, Ejiogu (1), Isagbba (cap) (2), Azabi, Adekambi, Nadabo (4), Mohammedi (4), Kane, Hayatu (4).

Lors de la seconde demi-finale, l'Égypte a battu le Tunisie 20 à 19 : 
| mercredi 24 décembre 1986 19h30 | Égypte                  | 20 – 19 | Tunisie        | Salle Harcha Hassen, Alger Arbitrage : Tassine, Belabed |
| mercredi 24 décembre 1986 19h30 | Mohamed Alaa El-Sayed 6 | (7 - 9) | Riyadh Fnina 6 | Salle Harcha Hassen, Alger Arbitrage : Tassine, Belabed |
| mercredi 24 décembre 1986 19h30 | ×5                      |         | ×5 ×1          | Salle Harcha Hassen, Alger Arbitrage : Tassine, Belabed |

- Égypte : Abdel al Moani Bessam, Mohamed Alaa El-Sayed (6 buts), Salaheddine Ameur (1), Hussein Fahmy Tarek (3, ), Eshakawi Abd Esseid (2), Azeddine Ederouishi Hassim (1), Abdelhamid Ahmed (3), Hossam Esseid Gharib (3), Ibrahim Ameur Abdelfateh (1), Ramy Youcef El Komy. Entraineur : Hadry Seyd Morsy.
- Tunisie :  Faradj el Aouti (4 buts, ), Riyadh Fnina (6), Abdelnair Belhareth (5, ), Adel Mosli (1, )), Lotfi Zerrouk (2), Hassen Mekroun (1, ), Hocine Benslama, Riyad Abdelli, Kamhar Semnoun, Soufiane Esseid (). Entraineurs : Raouf Emel et Assa Baltadji.

### Finale
Lors de la finale, l'Algérie a battu l'Égypte 17 à 15, : 
| vendredi 26 décembre 1986 15h30 | Algérie      | 17 – 15 | Égypte          | Salle Harcha Hassen, Alger Affluence : 7 000 Arbitrage : Moelle et M'Voula |
| vendredi 26 décembre 1986 15h30 | Aït Hocine 5 | (12-7)  | Alaa El-Sayed 6 | Salle Harcha Hassen, Alger Affluence : 7 000 Arbitrage : Moelle et M'Voula |
| vendredi 26 décembre 1986 15h30 | ×3+1 ×1 ×0   |         | ×1 ×3 ×1        | Salle Harcha Hassen, Alger Affluence : 7 000 Arbitrage : Moelle et M'Voula |

- Algérie : Chadli, Dib, Bouanik (), Beghouach (2), Chouchaoui (3, ), Rouabhi (2), Aït Hocine (5), Agrane (cap) (2), Aït Abdeslem (), Gherbi, Khellil, (3), Benmerabet. Entraîneur : Hassen-Khodja ()
- Égypte : Bassem El Sobky, Hicham Djoumaa, Tarek Hossein Fahmy (1), Ramy Youcef Khouri, Hossem Gharib (2), Ameur Ibrahim (), Mohamed Ramadan Abdellah, Adel El Charkaoui (4), Ameur Salaheddine (1, ), Hassen Derouiche (), Ahmed Abdelhamid , Alaa El-Sayed (cap) (6). Entraineur : Adri Sayed Morsi ()

### Matchs de classement
Les résultats des matchs de classement sont :
- Match pour la 5e place, joué le jeudi 25 décembre 1986 à 16h30 :  RP Congo 23 - 16  Maroc (mi-temps 9-5) .
- Match pour la 6e place, joué le vendredi 26 décembre 1986 à 12h30[6] :  Angola 23 - 22  Maroc

## Bilan

### Classement final
Le classement final est
|                             | Équipe   | Pts | J | G | N | P | Bp  | Bc  | Diff |
| --------------------------- | -------- | --- | - | - | - | - | --- | --- | ---- |
| Médaille d'or, Afrique      | Algérie  | -   | 4 | 4 | 0 | 0 | 88  | 58  | 30   |
| Médaille d'argent, Afrique  | Égypte   | -   | 5 | 3 | 1 | 1 | 102 | 83  | 19   |
| Médaille de bronze, Afrique | Tunisie  | -   | 4 | 2 | 0 | 2 | 82  | 77  | 5    |
| 4                           | Nigeria  | -   | 5 | 1 | 1 | 3 | 107 | 108 | -1   |
| 5                           | RP Congo | -   | 4 | 2 | 0 | 2 | 75  | 75  | 0    |
| 6                           | Angola   | -   | 4 | 2 | 0 | 2 | 78  | 87  | -9   |
| 7                           | Maroc    | -   | 4 | 0 | 0 | 4 | 66  | 104 | -38  |

### Statistiques du tournoi
- meilleure attaque : Algérie avec 22,0 buts par match
- meilleure défense : Algérie avec 14,5 buts par match
- plus gros nombre de buts dans un match : 53 buts (Nigeria-Angola 29-24, phase de groupe)
- plus petit nombre de buts dans un match : 32 buts (Algérie-Égypte 17-15, finale)
- nombre de buts par match :
  - Phase de groupe : 40,55 buts par match (365 buts sur 9 matchs correspondant à 244 buts en 6 matchs pour le groupe A et 121 buts en 3 matchs pour le groupe B),
  - Phase finale : 34,67 buts par match (72 buts en demi-finales et 32 buts en finale),
  - Matchs de classements : 43,0 buts par match (129 buts en 3 matchs),
  - Total : 39,86 buts par match (598 buts en 15 matchs).

### Distinctions et récompenses
Les distinctions et récompenses suivantes ont été décernées , :
- Meilleur joueur : Makhlouf Aït Hocine ( Algérie)
- Meilleurs buteurs : 
  1. Mohamed Ibrahim ( Nigeria) 30 buts
  2. Belharath ( Tunisie) 27 buts
  3. Alaa El-Sayed ( Égypte) 22 buts
  4. Makhlouf Aït Hocine ( Algérie) 19 buts
  5. El Bedrai ( Maroc) 19 buts
- Meilleur gardien de but : Hocine Ben Slama ( Tunisie)
- Meilleure paire d'arbitres : Michel Moelle Mabounda et Daniel M'Voula (RP Congo)
- Coupe fair-play :  Maroc
- Joueur le plus jeune : Amino Kane ( Nigeria) 13 décembre 1971 (âgé de 15 ans)

## Effectifs des équipes
- Égypte : Bassem El Sobky, Hicham Djoumaa, Tarek Hossein Fahmy, Ramy Youcef Khouri, Hossem Gharib, Ameur Ibrahim, Mohamed Ramadan Abdellah, Adel El Charkaoui, Ameur Salaheddine, Hassen Derouiche, Ahmed Abdelhamid, Alaa El-Sayed (cap). Entraineur : Adri Sayed Morsi (Égypte).
- Nigeria : Mohamed Ibrahim, Amino Kane, Tundji, Ojudla, Nwagara, Ibiloye, Ejiogu, Isagbba (cap), Azabi, Adekambi, Nadabo, Hayatu. Entraineur : Chukwu (Nigeria).
- Maroc[10],[11] : Mohamed Chikh, Farkhani, Bellite, Amrane, Daouny, Bazdiour, Baali, Belhada, Benkaddour, Boulafrouh, Inbach, El Bedrai. Entraineur : Djedidi Mohamed Mohsine.

L'effectif de l' Algérie,, était :
- Mohamed Hamdani (ERC Alger, né le 13 janvier 1967, 185 cm, 77 kg)
- Bachir Dib (ERC Alger, né le 27 juin 196x, 178 cm, 65 kg)
- Mohamed Chadli (Mouloudia Club de Saïda, né le 30 mai 1967, 187 cm, 66 kg)
- Abdelkrim Chouchaoui (ERC Alger, né le 15 avril 1967, 186 cm, 70 kg)
- Sid Ahmed Tekfa (MP Alger, né le 12 février 1966, 183 cm, 70 kg)
- Nadir Rouabhi (IRB El-Biar, né le 19 juin 1966) 183 cm, 74 kg)
- Rabah Gherbi (ERC Alger, né le 5 septembre 1967, 183 cm, 72 kg)
- Nouredine Khellil (MP Alger, né le 2 avril 1966, 186 cm, 78 kg)
- Mahmoud Bouanik (MP Alger, né le 1er janvier 1967, 194 cm, 85 kg)
- Salah Edine Agrane (, MP Alger, né le 6 janvier 1966, 188 cm, 76 kg)
- Hocine Aït Abdessalem (IRM Aïn Taya, né le 1er aout 1967, 178 cm, 72 kg)
- Mounir Benmerabet (MP Alger, né le 30 mai 1966, 182 cm, 84 kg)
- Benali Beghouach (RC Relizane, né le 5 février 1967, 188 cm, 84 kg
- Abdelhak Kahla (SR Annaba, né le 3 mars 1967, 187 cm, 80 kg)
- Makhlouf Aït Hocine (MP Alger, né le 17 novembre 1966, 182 cm, 78 kg)
- Soufiane Khalfallah (ERC Alger, né le 14 décembre 1968, 174 cm, 70 kg

Entraineur :
- Fodil Hassen-Khodja (né en 1950).